# ژان-کلود شیندلهولتس
ژان-کلود شیندلهولتس (انگلیسی: Jean-Claude Schindelholz؛ زادهٔ ۱۱ اکتبر ۱۹۴۰) بازیکن فوتبال اهل سوئیس بود.
از باشگاه‌هایی که در آن بازی کرده‌است می‌توان به باشگاه فوتبال سروت ۱۸۹۰ اشاره کرد.
وی همچنین در تیم ملی فوتبال سوئیس بازی کرده‌است.